# Campus 12
Campus 12 was een Vlaamse jeugdserie uit 2018, geproduceerd door Studio 100. De reeks ging op 3 september 2018 in première op Ketnet. Vanaf 30 maart 2020 was het eerste seizoen in Nederland te zien op NPO Zapp.
Op 15 augustus 2021 nam Campus 12 afscheid van hun fans tijdens de laatste show van Ketnet Musical 'Knock Out' in Capitole Gent.

## Verhaal

### Seizoen 1
Campus 12 vertelt het verhaal van stoere bokser Noah De Smidt die op zoek gaat naar zijn tweelingzus Bo De Smidt die van de ene op de andere dag van de aardbodem verdwenen lijkt. Het wordt nog gekker wanneer blijkt dat Noah de enige is die zich zijn zus nog kan herinneren. Het lijkt alsof ze nooit bestaan heeft. Er is echter nog één iemand met herinneringen aan Bo: Sam. Sam is lid van dezelfde boksclub als Noah. Hoewel ze elkaars tegenpolen zijn, kunnen ze niet anders samen op zoek gaan.
Wanneer blijkt dat de sleutel tot het mysterie rond Bo zich in het theater van de elitaire familie 'Vincke' bevindt, wil hij kost wat kost lid worden van het koor van de Vinckes; 'De twaalf'. Dat tegen de zin van zijn familie en de familie Vincke: de twee families leven al jaren in ruzie. Noah ontdekt echter dat de haat tussen de twee compleet verschillende werelden van boksen en theater/zang enkel gestoeld is op vooroordelen en dat de twee werelden meer gemeen hebben dan op het eerste zicht lijkt.

### Seizoen 2
Terwijl Bo met de jonge alchemisten probeert te ontdekken wat hun tegenstanders 'De Rozenkruisers' van plan zijn, hebben Noah en Sam een belangrijke taak. Ze moeten de Steen der Schepping bewaken, die in staat is materie van vorm te doen veranderen. De jongens hebben echter niet in de gaten dat het gevaar veel dichterbij is dan gedacht en dat hun tegenstanders extreem ver gaan om hun doelen te bereiken, tot in het hart van de boksclub en het theater. Niet iedereen is wie het lijkt...
Louise's leven komt in gevaar, en ze wordt opgesloten in de gang van de alchemisten, zo hebben Noah en Sam geen keuze meer. Ze moeten tegen de wil van Bo in aan de slag met de levensgevaarlijke nieuwe campussen. Al snel ontdekken de jongens dat ze zich voor deze nieuwe proeven zullen moeten onderdompelen in de wereld van astronomie. Maar de tijd dringt. Dante werd door Celeste bewerkt met steengruis van de Steen der Zielen en wordt steeds meer een schim van zichzelf. Boksen mag hij eigenlijk niet meer. En dan komt de wedstrijd van zijn en Noahs leven eraan...

### Seizoen 3
Wanneer Bo na een aanval van de Rozenkruisers zichzelf niet meer is, slaan Noah, Sam en Louise de handen in elkaar om de Stenen der Wijsheid te vernietigen. Het is de enige manier om hun duistere tegenstanders voor altijd schaakmat te zetten en Bo haar leven terug te geven. Om de Stenen te vernietigen hebben ze een speciaal apparaat nodig: de Crivelli. In hun queeste krijgen ze een nieuwe straffe bondgenoot aan hun zij. De vier zetten alles op alles om de Rozenkruisers te verslaan...

## Rolverdeling
| Acteur                | Personage       | Opmerking                                                                                                   | Periode               |
| --------------------- | --------------- | --- | --------------------- |
| Jasper Heyman         | Noah De Smidt   | topbokser Campus B, Lead Vocal Campus 12, tweelingbroer van Bo, broer van Dante, liefje van Louise, 17 jaar | Seizoen 1 - Seizoen 3 |
| Lisa Gerlo            | Bo De Smidt     | tweelingzus van Noah, liefje van Sam, detective, 17 jaar                                                    | Seizoen 1 - Seizoen 3 |
| Bünyamin Yürük        | Dante De Smidt  | broer van Noah en Bo, bokser Campus B, vriendje van Hanne, 16 jaar                                          | Seizoen 1 - Seizoen 3 |
| Lennart Lemmens       | Sam Hendrickx   | Dj, vriendje van Bo de Smidt, Lid van Campus 12, 18 jaar                                                    | Seizoen 1 - Seizoen 3 |
| Nina Rey              | Louise Vincke   | Lead Vocal Campus 12, beste vriendin van Emilie, liefje van Noah, 16 jaar                                   | Seizoen 1 - Seizoen 3 |
| Pieter Casteleyn      | Frederic Vincke | broer van Louise en Olivier, zoon van Celeste, dirigent van Campus 12, 21 jaar                              | Seizoen 1 - Seizoen 3 |
| Jelisa van Schijndel  | Emilie Bello    | Lead Vocal Campus 12, beste vriendin van Louise, 19 jaar                                                    | Seizoen 1 - Seizoen 3 |
| Jean Janssens         | Hanne Dubois    | liefje van Dante, bokser Campus B, 16 jaar                                                                  | Seizoen 1 - Seizoen 3 |
| Mathias Sercu         | Ward De Smidt   | papa van Noah, Bo en Dante De Smidt, eigenaar en coach Campus B, 49 jaar                                    | Seizoen 1 - Seizoen 3 |
| Hilde De Baerdemaeker | Celeste Vincke  | mama van Olivier, Frederik en Louise Vincke, eigenares theater, 42 jaar                                     | Seizoen 1 - Seizoen 3 |

### Gastrollen seizoen 1
| Acteur          | Personage                                                             |
| --------------- | --------------------------------------------------------------------- |
| Anouk Van Laake | Jamie, voormalige Lead Vocal de Twaalf, rivaal van Campus 12, 17 jaar |
| Steven Roox     | Dimitri Bogdanov, dirigent van het koor, 33 jaar                      |
| Idalie Samad    | Cleo, vriendin van Bo, 17 jaar                                        |
| Kurt Defrancq   | Jeugdrechter, 54 jaar                                                 |
| Michel Bauwens  | Notaris, 54 jaar                                                      |
| Rafik Bobo      | Zane Watson, topbokser Campus Zuid, 21 jaar                           |
| Pieter Bamps    | Geert, trainer Campus Zuid, 41 jaar                                   |
| Jan Van Hecke   | Gilles, Deurwaarder, 49 jaar                                          |
| Bob Snijers     | Oscar Levi, Ex-lid van Rozenkruisers en goochelaar, 70 jaar           |

### Gastrollen seizoen 2
| Acteur               | Personage                                                               |
| -------------------- | ----------------------------------------------------------------------- |
| Christel Domen       | Edith, Boevenbaas Rozenkruisers, 56 jaar                                |
| Thomas Van Caeneghem | Jeroen, Ex-lid Rozenkruisers, 31 jaar                                   |
| Anouk Van Laake      | Jamie, voormalige Lead Vocal de Twaalf, rivaal van Campus 12,17 jaar    |
| Remi De Smet         | Lars, koorlid Campus 12, 17 jaar                                        |
| Jos Dom              | Professor De Graaf, 60 jaar                                             |
| Julien Heylen        | Hamza, Wetenschapper, 31 jaar                                           |
| ?                    | Rani, Vriendin van Hamza, 22 jaar                                       |
| Tim Stuart           | Olivier Vincke, broer van Louise en Frederic, zoon van Celeste, 24 jaar |
| Amine Thurston       | Wout Kornelissen, Nederlands bokskampioen                               |
| Britt Bellens        | Koorlid Campus 12,                                                      |
| Axana Kennes         | Koorlid Campus 12                                                       |

### Gastrollen seizoen 3
| Acteur               | Personage                                                                                     |
| -------------------- | --------------------------------------------------------------------------------------------- |
| Thomas Van Caeneghem | Jeroen, Ex-lid Rozenkruisers, 31 jaar                                                         |
| Tim Stuart           | Olivier Vincke, broer van Louise en Frederic, zoon van Celeste, Ex-lid Rozenkruisers, 24 jaar |
| Thomas Servranckx    | Kasper, Lid Rozenkruisers, 21 jaar                                                            |
| Immanuel Lemmens     | Gilles, Boevenbaas Rozenkruisers, 30 jaar                                                     |
| Annabet Ampofo       | Yara, Lid Rozenkruisers, 20 jaar                                                              |
| Debbie Crommelinck   | Madina, Lerares Novak-academie, 32 jaar                                                       |
| Maria Piël           | Rifka Leclercq, Leerling Novak-academie, Kickbokser en dochter van Max, 17 jaar               |
| Ernst Löw            | Max Leclercq, Lid Rozenkruisers, vader van Rifka, 53 jaar                                     |
| Maarten Goffin       | Ivan Novak, Leraar Novak-academie, 35 jaar                                                    |
| Katja Retsin         | Lina Michiels, werkt bij Topmodels, 46 jaar                                                   |
| Laurens Raveel       | Tygo Miller, Leerling Novak-academie en zoon van Bavo, 17 jaar                                |
| Charlotte Verdick    | Cassie, Kickbokser en vriendin van Rifka, 17 jaar                                             |
| Inez Van den Berge   | Violet, Bokser Campus B en Dief, 16 jaar                                                      |
| Anke Verhoeven       | Maya Rogiers, tegenstander in boksmatch van Violet, 16 jaar                                   |
| Céline Malyster      | moeder van Violet, 37 jaar                                                                    |
| Aiko Vanparys        | Juillet, Leidster van de pesters                                                              |
| Anouk Van Laake      | Jamie, voormalige Lead Vocal de Twaalf, rivaal van Campus 12, Lid van Pitch Power, 17 jaar    |
| Gunter Reniers       | De manager van Chris Marble, 45 jaar                                                          |
| Elias Vandenbroucke  | Quinten Thys, Kickbokser, 20 jaar                                                             |
| Kristof Coenen       | Bavo Miller, vader van Tygo, baas van Miller Records, 42 jaar                                 |
| Jan Van den Bosch    | vader van Violet, 36 jaar                                                                     |
| Christian Celini     | Chris Marble, 44 jaar                                                                         |
| Britt Bellens        | Koorlid Campus 12                                                                             |
| Axana Kennes         | Koorlid Campus 12                                                                             |

## Productie
Op 5 maart 2018 maakten Ketnet en Studio 100 bekend dat bij Studio 100 in Schelle de opnames voor de nieuwe reeks 'Campus 12' van start zijn gegaan.

## Afleveringen
| Seizoen | Afleveringen | Titelsong       | Uitgezonden       | Uitgezonden      | DVD-release     | DVD-release     |
| Seizoen | Afleveringen | Titelsong       | Seizoen start     | Seizoenfinale    | Deel 1          | Deel 2          |
| ------- | ------------ | --------------- | ----------------- | ---------------- | --------------- | --------------- |
| 1       | 53           | Give it all     | 3 september 2018  | 6 december 2018  | 2 november 2018 | 18 januari 2019 |
| 2       | 52           | We can make it  | 2 september 2019  | 5 december 2019  | 25 oktober 2019 | 17 januari 2020 |
| 3       | 52           | Open your heart | 14 september 2020 | 17 december 2020 | /               | /               |

### Seizoen 1
1. Pilot
2. Bo's verdwijning
3. Dante in de rats
4. Gevat
5. Het systeem
6. 52° 22' 12" NB
7. De droom
8. De uitspraak
9. De doorgang
10. Bruut geweld
11. Dummies
12. Mendeljev
13. Blind auditions
14. De eerste stappen
15. De eerste dag
16. De lettervloer
17. Het affiche
18. Duodecim
19. De muziektest
20. Hoog bezoek
21. Zanglerares
22. Hulp uit onverwachte hoek
23. Ongezouten
24. Money, money, money
25. Donau
26. Zangafgang
27. Driedubbelspel
28. Pinballtime
29. Badperikelen
30. Knock-Out
31. Badtijd
32. Geesten uit het verleden
33. Alchemie
34. Letterdrama
35. Fifties
36. Steengruis
37. De proef op de som
38. Discoballen aan je lijf
39. Two can play that game
40. Zangmoed
41. Gotcha
42. Lucht
43. De keuze
44. Air
45. Quatre mains
46. Pling plong
47. Flessenkrabbels
48. Photobombing
49. Hele waarheden
50. Juiste plaats, juiste tijd
51. Matchritme
52. Twaalf
53. Let's get the party started

### Seizoen 2
1. Het perfecte leventje
2. Open lijn
3. Parasiet
4. Dubbelop
5. Tête à tête
6. Zwakke plek
7. Smartphone challenge
8. All eyes on Noah
9. Sprakeloos
10. Coach Vincke
11. Kaboom
12. Een handvol seconden
13. De nieuwe bokser
14. Niet jaloers
15. Bekend volk
16. Troebel
17. Twee is één te veel
18. Newton
19. Campus I
20. Op de terugkomst
21. Ruilgruis
22. Zon & Maan
23. Pleisterpret
24. Losse grond
25. Plankenkoorts
26. Verrassingsstem
27. Double trouble
28. In het licht stappen
29. Maak het gezellig
30. Moed der wanhoop
31. Speling van het lot
32. Plan B
33. Embleemgewijs
34. Burn, Vesta, Burn
35. Papier, schaar, meteoriet
36. Barricadabra
37. Sciencefiction
38. Knusse thuis
39. Klein duwtje
40. In het hol van de leeuw
41. Gotcha
42. Mwah
43. Zandloper
44. Ready to rumble
45. Melkweg
46. Broer vs. Broer
47. Mooi snoetje
48. Hot and cold
49. Licht aan, zon uit
50. He's back
51. Boxstars
52. Nachtegaal

### Seizoen 3
1. Crivelli
2. Verloren liefde
3. Plan B, C en D
4. Bokser Bo
5. Gebroken
6. Liefje
7. Hol van de leeuw
8. Tygo
9. Kickboks
10. Hard to get
11. Marco
12. Nachtvlinders
13. Een tekentje meer of minder
14. Do Re Mi Codegeklooi
15. Pink
16. Hello, Mister Novak
17. Singsolution
18. Yes You Cem
19. Tygo-troubles
20. Iemand een kopje?
21. Inspiratieloos
22. De weg kwijt
23. Surprise!
24. Moh zo schoon geknutseld
25. In de spotlights
26. Éen Crivelli, twee Crivelli, drie
27. Tweehonderd per uur
28. Out of the boks
29. Aahh krabben
30. I love you blah blah blah
31. No love song
32. Mijn gedacht zeggen
33. Curieuzeneuze mosterdward
34. Pickles
35. Op droog zaad
36. Over en uit
37. No weddings, just a funeral
38. Belachelijk dicht
39. Social Tygo
40. Hé pa
41. Ik mis mijn lief
42. Wie is het?
43. Radio Louise
44. Kelderplezier
45. Kamp Violet
46. Afluisterruis
47. Molen, sloot, zes
48. Mol
49. Offline
50. Snelle voetjes
51. Crivelli-time
52. All about Bo

## Muziek
De liedjes in Campus 12 zijn onder meer Engelstalige bewerkingen van bekende nummers uit het Studio 100-repertoire zoals onder meer Spring, Mega Mindy, K3 en Amika.
| Titel                      | Origineel              | Originele artiest              | Uitgevoerd door                                             | Aflevering                    | Single | Album          |
| -------------------------- | ---------------------- | ------------------------------ | ----------------------------------------------------------- | ----------------------------- | ------ | -------------- |
| "Give It All"              | "Vrije Val"            | Spring                         | Noah De Smidt, Sam Hendrickx, Louise Vincke en Emilie Bello | 1. "Pilot"                    | Ja     | Campus 12      |
| "The Beat"                 | "De Beat"              | Ghost Rockers                  | Sam Hendrickx                                               | 1. "Pilot"                    | Nee    |                |
| "A Beautiful Day"          | "De Mooiste Dag"       | Samson en Gert                 | De 12                                                       | 4. "Gevat"                    | Ja     | We Can Make It |
| "Beautiful"                | "Mooi, Lief, Zacht"    | Het Huis Anubis                | Louise Vincke                                               | 5. "Het systeem"              | Ja     | We Can Make It |
| "The Bomb"                 | "Jij Bent De Bom"      | K3                             | De 12                                                       | 6. "52° 22' 12' NB"           | Ja     | Campus 12      |
| "So In Love"               | "Zo Verliefd"          | Prinsessia                     | Noah De Smidt                                               | 13. "Blind auditions"         | Ja     | Campus 12      |
| "Only Human"               | "Tijd Voor Mega Mindy" | Mega Mindy                     | Louise Vincke                                               | 15. "De eerste dag"           | Ja     | Campus 12      |
| "There's Magic Everywhere" | "Engeltjes"            | Amika                          | Noah De Smidt en Louise Vincke                              | 21. "Zanglerares"             | Ja     | Campus 12      |
| "We'll Be There"           | "Wij Komen Naar Jou"   | Samson en Gert                 | Noah De Smidt en Louise Vincke                              | 27. "Driedubbelspel"          | Nee    |                |
| "We Can Make It"           | "Ruim Baan"            | Mega Mindy                     | De 12                                                       | 38. "Discoballen aan je lijf" | Ja     | We Can Make It |
| "Fly Away"                 | "Geef Me Vleugels"     | De kleine zeemeermin (musical) | Noah De Smidt, Sam Hendrickx, Louise Vincke en Emilie Bello | -                             | Ja     | Campus 12      |

| Titel              | Origineel                 | Originele artiest              | Uitgevoerd door                                             | Aflevering                 | Single | Album          |
| ------------------ | ------------------------- | ------------------------------ | ----------------------------------------------------------- | -------------------------- | ------ | -------------- |
| "Magic"            | "Engeltjes"               | Amika                          | Campus 12                                                   | 1. "Het perfecte leventje" | Ja     | Campus 12      |
| "Every colour"     | "Alle kleuren"            | K3                             | Louise Vincke en Emilie Bello                               | 2. "Open lijn"             | Ja     | We Can Make It |
| "Fly Away"         | "Geef Me Vleugels"        | De kleine zeemeermin (musical) | Noah De Smidt & Louise Vincke                               | 4. "Dubbelop"              | Ja     | Campus 12      |
| "Beautiful"        | "Mooi, lief zacht"        | Het Huis Anubis                | Campus 12                                                   | 18. "Newton"               | Ja     | We Can Make It |
| "Give it all"      | "Vrije val"               | Spring                         | Louise Vincke en Olivier Vincke                             | 20. "Op de terugkomst"     | Ja     | Campus 12      |
| "So In Love"       | "Zo Verliefd"             | Prinsessia                     | Noah De Smidt en Louise Vincke                              | 27. "Double Trouble        | Ja     | Campus 12      |
| "Lullaby"          | "Slaapliedje"             | Samson en Gert                 | Noah De Smidt, Sam Hendrickx, Louise Vincke en Emilie Bello | 31. "Speling van het lot"  | Ja     | We Can Make It |
| "Only Human"       | "Tijd Voor Mega Mindy"    | Mega Mindy                     | Oliver Vincke en Emilie Bello                               | 34. "Burn, Vesta, Burn"    | Ja     | Campus 12      |
| "A great big bite" | "We kunnen het leven aan" | Spring                         | Noah De Smidt, Sam Hendrickx, Louise Vincke en Emilie Bello | 44. "Ready To Rumble"      | Ja     | We Can Make It |
| "Wonderful Day"    | "De Mooiste Dag"          | Samson en Gert                 | Noah De Smidt, Sam Hendrickx, Louise Vincke en Emilie Bello | -                          | Ja     | We Can Make It |

| Titel             | Origineel         | Originele artiest | Uitgevoerd door                                             | Aflevering         | Single | Album                |
| ----------------- | ----------------- | ----------------- | ----------------------------------------------------------- | ------------------ | ------ | -------------------- |
| "Open Your Heart" | "Open Je Hart"    | Spring            | Noah De Smidt, Sam Hendrickx, Louise Vincke en Hanne Dubois | 52. "All about Bo" | Ja     | De Ultieme Collectie |
| "Knock-out"       |                   |                   | Noah De Smidt, Sam Hendrickx, Louise Vincke en Hanne Dubois | -                  | Ja     | We Can Make It       |
| "Everyday Magic"  | "Mega Mindy Tijd" | Mega Mindy        | Noah De Smidt, Sam Hendrickx, Louise Vincke en Hanne Dubois | 36. "Over en uit"  | Ja     | De Ultieme Collectie |

## Merchandise

### Boeken
1. De verdwijning van Bo, uitgebracht op 10 oktober 2018. Dit deel behandelt het eerste gedeelte van het eerste seizoen.
2. De steen der schepping, uitgebracht op 3 december 2018. Dit deel behandelt het tweede gedeelte van het eerste seizoen.
3. De Rozenkruisers, uitgebracht op 2 oktober 2019. Dit deel behandelt het eerste gedeelte van het tweede seizoen.
4. De steen der zielen, uitgebracht op 4 december 2019. Dit deel behandelt het tweede gedeelte van het tweede seizoen.

### Dvd's
- Campus 12, Seizoen 1 deel 1 (2 november 2018).
- Campus 12, Seizoen 1 deel 2 (18 januari 2019).
- Campus 12, Het volledige Seizoen 1 (mei 2019).
- Campus 12, Seizoen 2 deel 1 (25 oktober 2019).
- Campus 12, Seizoen 2 deel 2 (17 januari 2020).

## Discografie

### Albums
- Campus 12 (2 november 2018).
- We can make it (25 oktober 2019).
- De Ultieme Collectie Van Campus 12 (23 oktober 2020).

## Prijzen en nominaties
| Jaar | Categorie                              | Genomineerde(n)          | Uitslag     |
| ---- | -------------------------------------- | ------------------------ | ----------- |
| 2018 | Ketnet-acteur of -actrice van het jaar | Nina Rey                 | Gewonnen    |
| 2018 | Ketnet-serie van het jaar              | -                        | Genomineerd |
| 2018 | Band van het jaar                      | -                        | Gewonnen    |
| 2019 | Ketnet-serie van het jaar              | -                        | Genomineerd |
| 2019 | Ketnet-programma van het jaar          | Ketnet Musical Knock-Out | Gewonnen    |
| 2019 | Band van het jaar                      | -                        | Genomineerd |
| 2020 | Ketnet-programma van het jaar          | Ketnet Musical Knock-Out | Genomineerd |
| 2020 | Outfit van het jaar                    | Jean Janssens            | Genomineerd |